# 四岔口乡
四岔口乡，是中华人民共和国河北省承德市丰宁满族自治县下辖的一个乡镇级行政单位。

## 行政区划
四岔口乡下辖以下地区：
四岔口村、三岔口村、李起龙村、缸房营村、白石砬村、永利村、头道沟村和榆树林村。